# Ayutthaya-Periode
Die Ayutthaya-Periode ist eine Zeitperiode, die mit der Existenz des siamesischen Königreichs Ayutthaya zusammenfällt – von der Gründung im Jahr 1351 bis zur Zerstörung durch die Burmesen am 7. April 1767.
In der Literatur wird innerhalb dieser Zeitspanne oft Bezug genommen auf die „Frühe Ayutthaya-Periode“, welche die ersten Jahre nach der Gründung umfasst, und die „Späte Ayutthaya-Periode“, unter der meist das so genannte „Goldene Zeitalter“ verstanden wird, das unter König Thai Sa und seinem Nachfolger Borommakot eintrat und etwa ein halbes Jahrhundert andauerte.
Der thailändische Historiker Prinz Damrong Rajanubhab legt in seinem Buch „A History Of Buddhist Monuments In Siam“ sogar vier unterschiedliche Zeitperioden fest, die sich teilweise geringfügig überschneiden. Er begründet diese Einteilung mit unterscheidbaren Architektur- und Kunst-Stilen.
- Frühe Periode: sie dauerte 138 Jahre, von „König U Thongs Unabhängigkeitserklärung“[2] im Jahre 1894 B.E. (1351 A.D.) bis zum Ende der Regierungszeit von König Borommatrailokanat im Jahr 2031 B.E. (1488 A.D.)
- Erste Mittlere Periode: sie beginnt im Jahr 2006 B.E. (1463), als König Borommatrailokanat seine Residenz nach Phitsanulok verlegte und dauerte über die Regierungszeiten der Könige Ramathibodi II., Naresuan und Songtham.
- Zweite Mittlere Periode: sie dauerte 103 Jahre von der Regierungszeit von König Prasat Thong im Jahr 2173 B.E. (1630 A.D.) bis zum Ende der Regierung von König Thai Sa im Jahr 2276 B.E. (1733).
- Späte Periode: sie umfasst die 35 Jahre von der Krönung König Borommakots bis zum Ende von Ayutthaya.